# Kodagu (Distrikt)
Der Distrikt Kodagu (Kannada: ಕೊಡಗು ಜಿಲ್ಲೆ Koḍagu), früher anglisiert Coorg, ist ein Distrikt des indischen Bundesstaates Karnataka. Verwaltungszentrum ist die Stadt Madikeri.

## Geografie und Klima

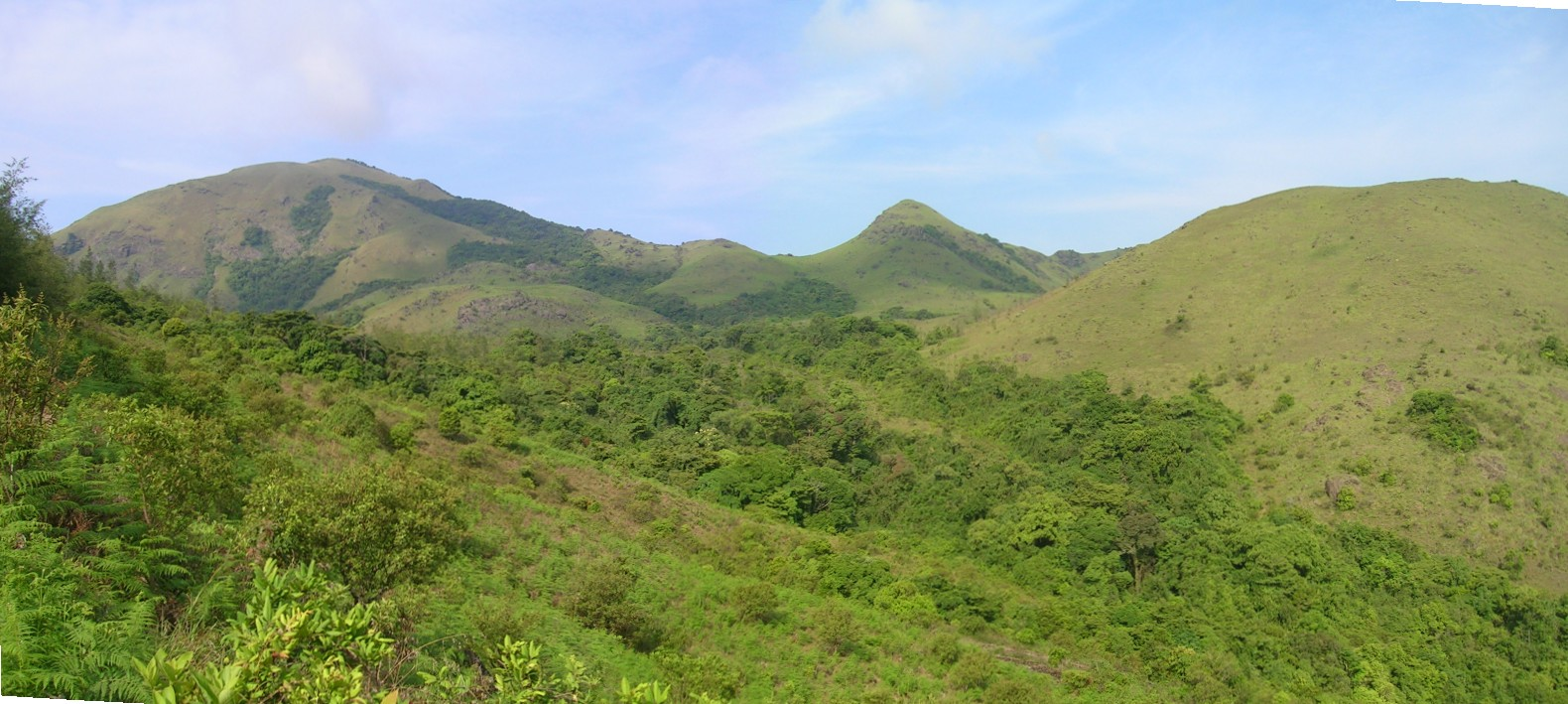
Berglandschaft im Distrikt Kodagu

Der Distrikt Kodagu liegt in den Westghats im Südwesten Karnatakas an der Grenze zum Nachbarbundesstaat Kerala. Nachbardistrikte sind Dakshina Kannada im Nordwesten, Hassan im Norden, Mysuru im Osten (alle Karnataka) sowie in Kerala Wayanad im Süden, Kannur im Südwesten und Kasaragod im Westen.
Der Distrikt Kodagu ist in die drei Taluks Madikeri, Somvarpet und Virajpet unterteilt.
Die Fläche des Distrikts Kodagu beträgt 4.102 Quadratkilometer. Das Terrain ist bergig und teilweise dicht bewaldet, mit einer mittleren Höhe über dem Meeresspiegel von 1.200 Metern. Die Distrikthauptstadt Madikeri liegt auf 1.116 Metern Höhe über dem Meeresspiegel, nach Osten hin flacht die Landschaft auf rund 900 Meter ab. Die höchsten Berge im Distriktgebiet sind der 1.750 Meter hohe Tadiandamol oder Thadiyandamol, gefolgt vom Pushpagiri mit 1.715 Metern und der unweit von Madikeri gelegene Kotebetta mit 1.683 Metern. Im Distrikt Kodagu entspringt der Kaveri-Fluss.
Die Temperaturen sind überwiegend gemäßigt mit einer Jahresmitteltemperatur von 15 °C. Die Durchschnittstemperaturen in den heißesten Monaten März bis Mai betragen 28 °C (maximal bis 35 °C) und in den kältesten Monaten November bis Februar 14 °C (minimal bis 6 °C). Das Klima ist durch den Südwestmonsun geprägt, der meist in der ersten Juniwoche einsetzt und bis zur zweiten Septemberwoche andauert. Die regenreichsten Monate sind Juli und August. Der Jahresniederschlag im Distrikt lag im Mittel der Jahre 1997–2006 bei 2553 mm, mit durchschnittlich etwa 118 Regentagen (85–153) pro Jahr, und erheblichen Variationen von Jahr zu Jahr bzw. von Ort zu Ort. Er war am höchsten im westlichen, dicht bewaldeten Taluk Madikeri (im Mittel 3302 mm) und am niedrigsten im nördlichen, an die Maidan-Region angrenzenden Taluk Somvarpet (im Mittel 2105 mm).

## Geschichte
In der Region Kodagu bestand seit dem Mittelalter ein eigenständiges Hindu-Fürstentum. Der Name „Kodagu“ leitet sich von dem Wort „Kodimalenad“ ab, was so viel wie „dichtbewaldeter Berghang“ bedeutet. Das Fürstentum wurde unter dem anglisierten Namen Coorg 1790 zu einem Fürstenstaat unter britischer Oberhoheit. 1834 wurde Coorg von der Britischen Ostindien-Kompanie annektiert und als Provinz in Britisch-Indien eingegliedert. Die ungewöhnlich kleine Provinz bestand nach der indischen Unabhängigkeit zunächst als eigener Bundesstaat weiter. Im Zuge der Neuordnung der indischen Bundesstaaten nach den Sprachgrenzen (States Reorganisation Act) wurde Coorg 1956 wegen seiner überwiegend kannadasprachigen Bevölkerung ohne Änderung seiner Grenzen als Distrikt Kodagu dem Bundesstaat Mysore (seit 1973 Karnataka) eingegliedert.

## Bevölkerung
Bei der indischen Volkszählung 2011 hatte der Distrikt Kodagu 554.519 Einwohner. Gemessen an der Einwohnerzahl war er im Jahr 2011 mit Abstand der kleinste Distrikt Karnatakas. Auch die Bevölkerungsdichte war mit 135 Einwohnern pro Quadratkilometer die niedrigste aller Distrikte des Bundesstaates und lag deutlich unter dem Durchschnitt Karnatakas (319 Einwohner pro Quadratkilometer). Ebenso ist der Anteil der Stadtbevölkerung mit 14,6 Prozent der geringste des Bundesstaates (der Mittelwert Karnatakas betrug 38,6 Prozent). Die Bevölkerungsentwicklung in Kodagu stagnierte: Im Vergleich zur letzten Volkszählung 2001 wuchs die Einwohnerzahl nur um 1,1 Prozent, während die Wachstumsrate für ganz Karnataka im gleichen Zeitraum 15,7 Prozent betrug. Die Alphabetisierungsquote lag mit 82,6 Prozent über dem Mittelwert Karnatakas (76,1 Prozent).

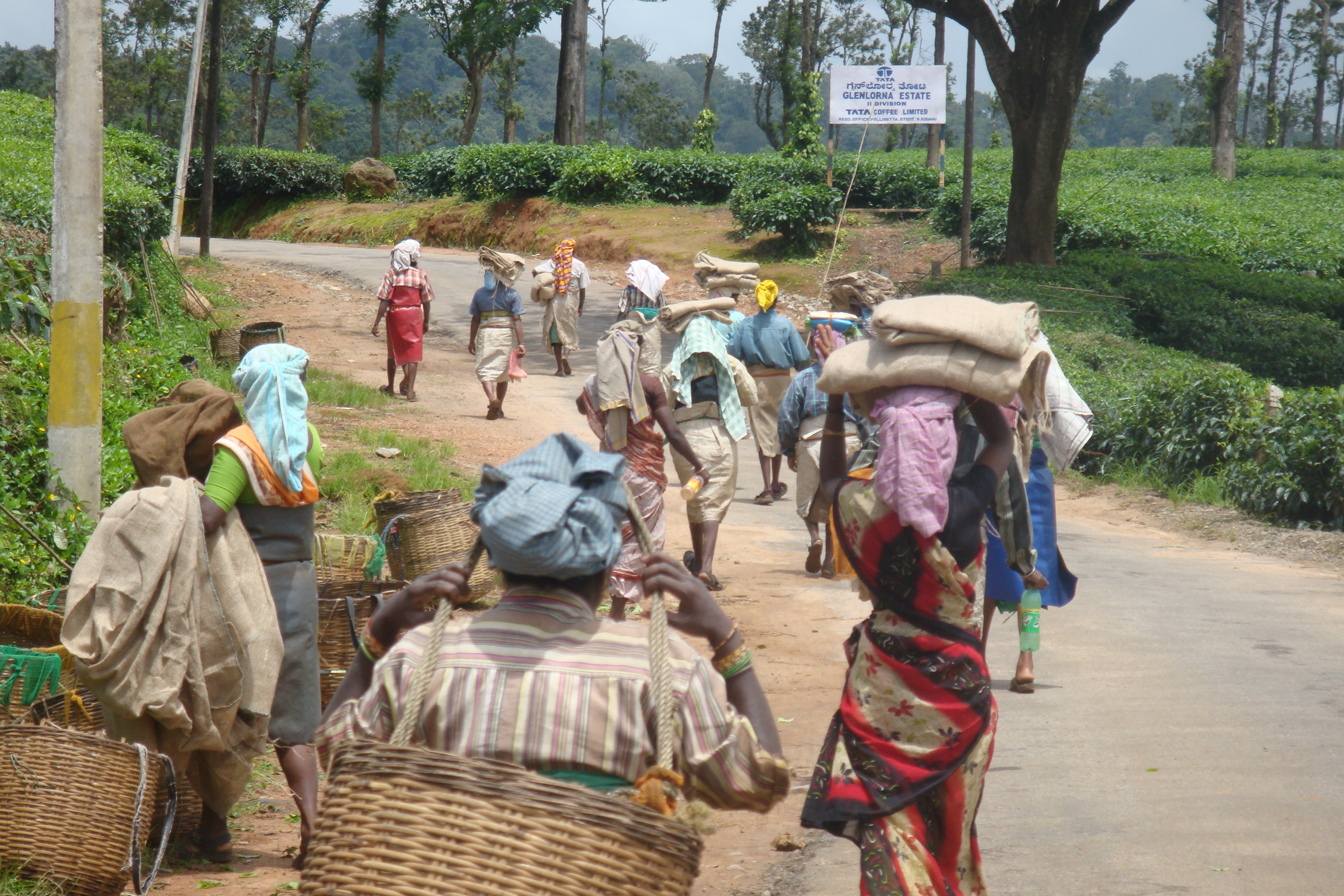
Plantagenarbeiter in Kodagu

Unter den Einwohnern des Distrikts stellten Hindus nach der Volkszählung 2011 mit 81,0 Prozent die Mehrheit. Daneben gab es eine größere Minderheit von Muslimen (15,7 Prozent) und einen kleinen christlichen Bevölkerungsanteil (3,1 Prozent).
Der Distrikt Kodagu weist eine ethnische und sprachliche Vielfalt auf. Die größte Bevölkerungsgruppe stellen die Kannadigas, d. h. Sprecher von Karnatakas Hauptsprache Kannada. Daneben ist Kodagu ist die Heimat des Volks der Kodava. Die Kodava besitzen eine ausgeprägte eigene Identität und Kultur. Ihre Sprache, die ebenfalls Kodava heißt, gehört zur dravidischen Sprachfamilie und hat insgesamt rund 166.000 Sprecher. Bei der Volkszählung 1991 gaben 35 Prozent der Bevölkerung des Distrikts Kodagu Kannada und 20 Prozent Kodava als Muttersprache an. Daneben sind in Kodagu Malayalam, die Sprache des Nachbarbundesstaats Kerala, und Tulu, eine weitere dravidische Regionalsprache, verbreitet. Urdu ist anders als im größten Teil Karnatakas, wo diese Sprache von fast allen Muslimen gesprochen wird, in Kodagu kaum präsent: Urdu-Sprecher machten beim Zensus 1991 nur ein Fünftel der muslimischen Minderheit Kodagus aus. Die Volkszählung 2011 klassifizierte 10,5 % der Distriktbevölkerung als Angehörige der Stammesbevölkerung (scheduled tribes; vgl. Adivasi). Hierbei handelt es sich größtenteils um Angehörige der Yerava und Jenu Kuruba.

## Wirtschaft

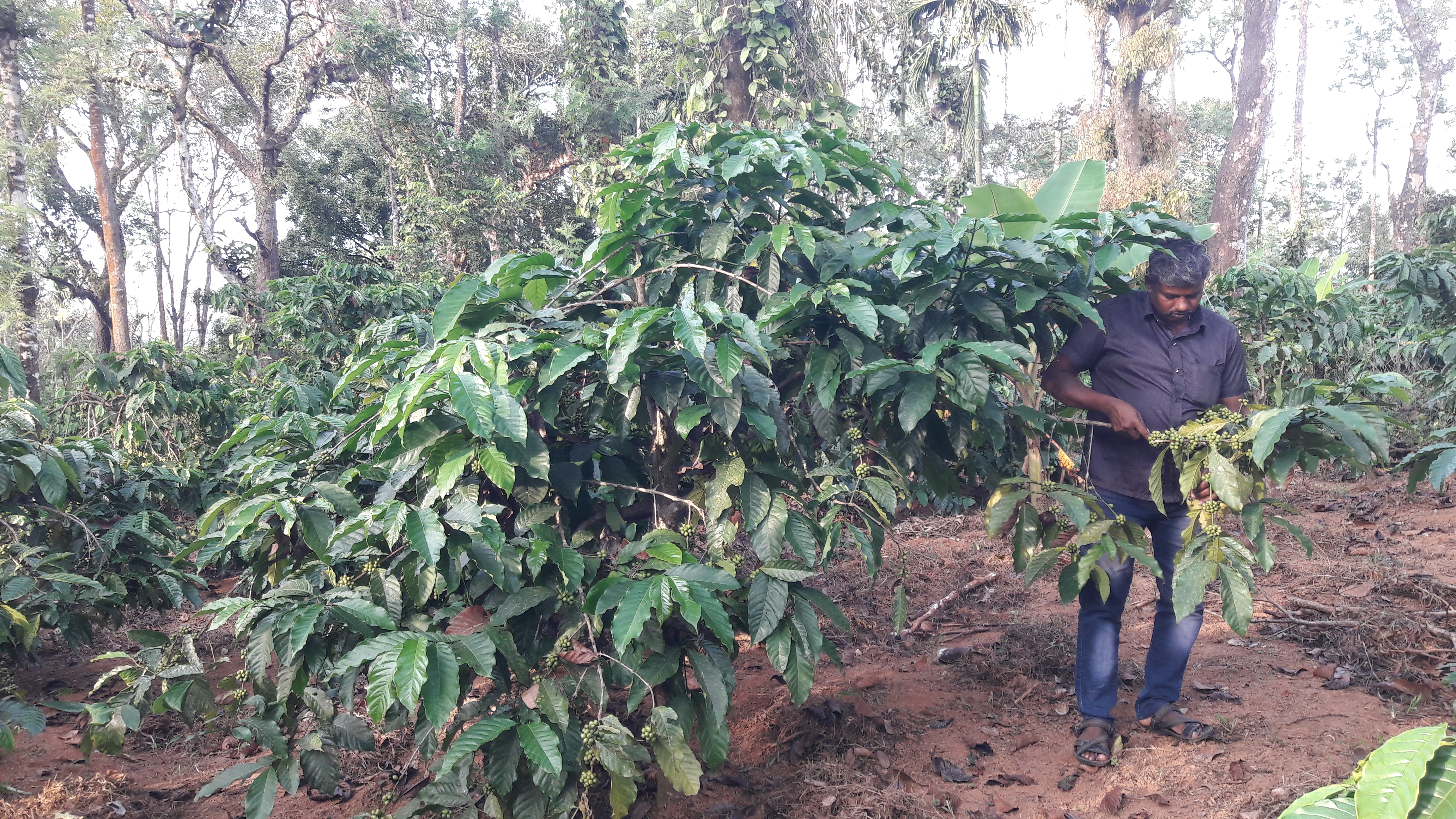
Kaffeepflanzung in Kodagu

Die Landwirtschaft bildet die wirtschaftliche Basis des Distrikts und der größte Teil der nicht bewaldeten Fläche wird landwirtschaftlich genutzt. Traditionell wird in den Ebenen Reis angebaut und an den Berghängen werden Kaffee, Gewürze und Obst kultiviert. Das mit Abstand wichtigste landwirtschaftliche Produkt Kodagus ist Kaffee, der 2019–20 im Distriktgebiet auf rund 107.566 Hektar angebaut wurde. Die Produktionsmenge lag 2020–2021 bei 124.950 t Kaffee, davon 104.350 t Robusta und 20.600 t Arabica. Damit war Kodagu der Distrikt Indiens mit der größten Kaffeeproduktion und produzierte ungefähr die Hälfte des Kaffees von Karnataka und 37 % des Kaffees von ganz Indien. Etwa ein Fünftel der Anbaufläche entfällt auf diverse Gartenbaufrüchte, hauptsächlich Kardamom, Pfeffer, Ingwer, Betelnuss, Kakao und Cashewnüsse. Die Entwicklung der Landwirtschaft im Distrikt wird allerdings gehemmt durch den Mangel an gut ausgebildeten landwirtschaftlichen Fachkräften und die ungenügende Infrastruktur, insbesondere auch das Fehlen einer Eisenbahnanbindung.

## Städte
| Stadt       | Einwohner (2001) |
| ----------- | ---------------- |
| Gonikoppal  | 7.251            |
| Kushalnagar | 13.262           |
| Madikeri    | 32.286           |
| Somvarpet   | 7.218            |
| Virajpet    | 15.206           |

## Natur, Tourismus

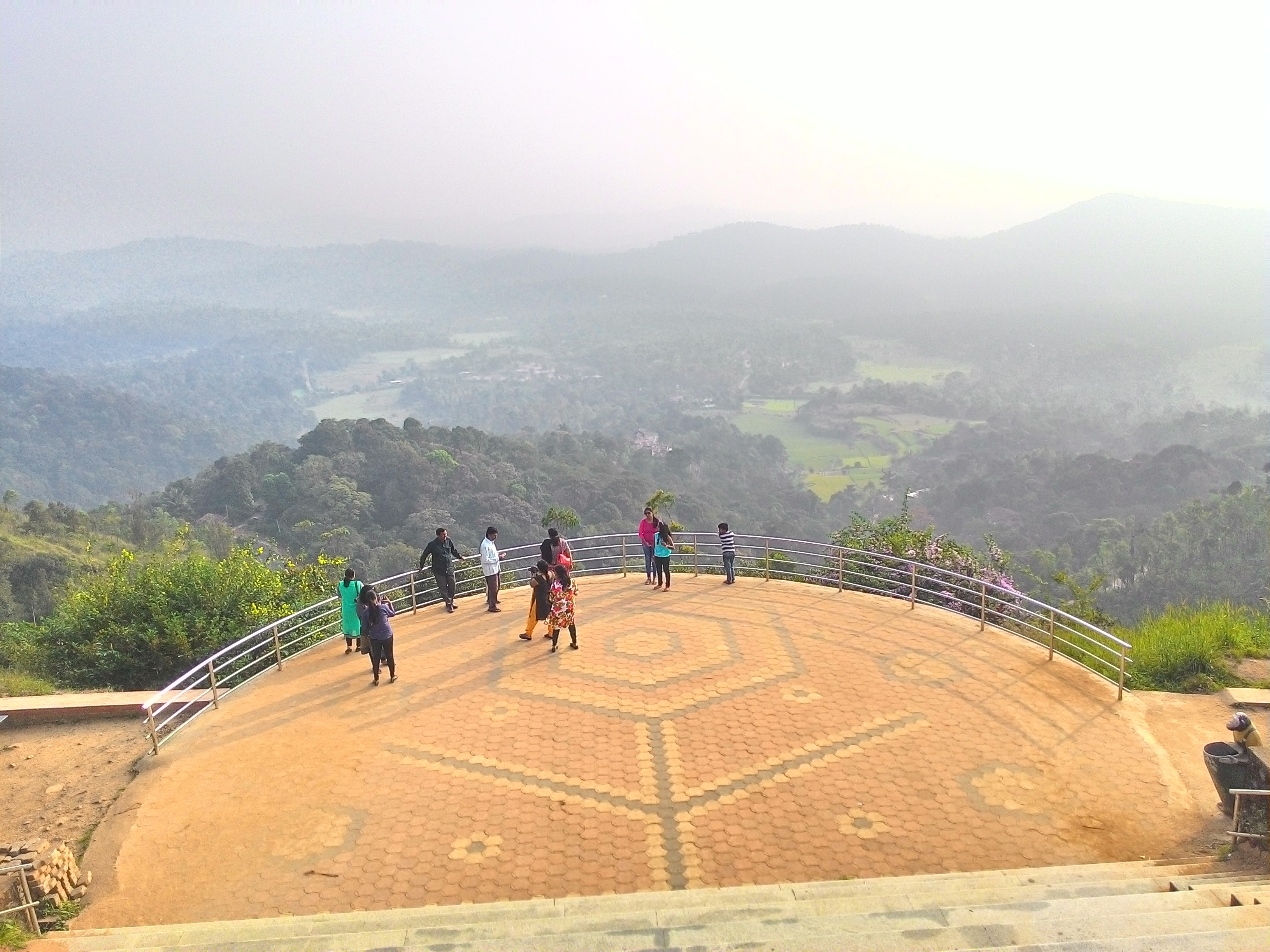
Raja Seat

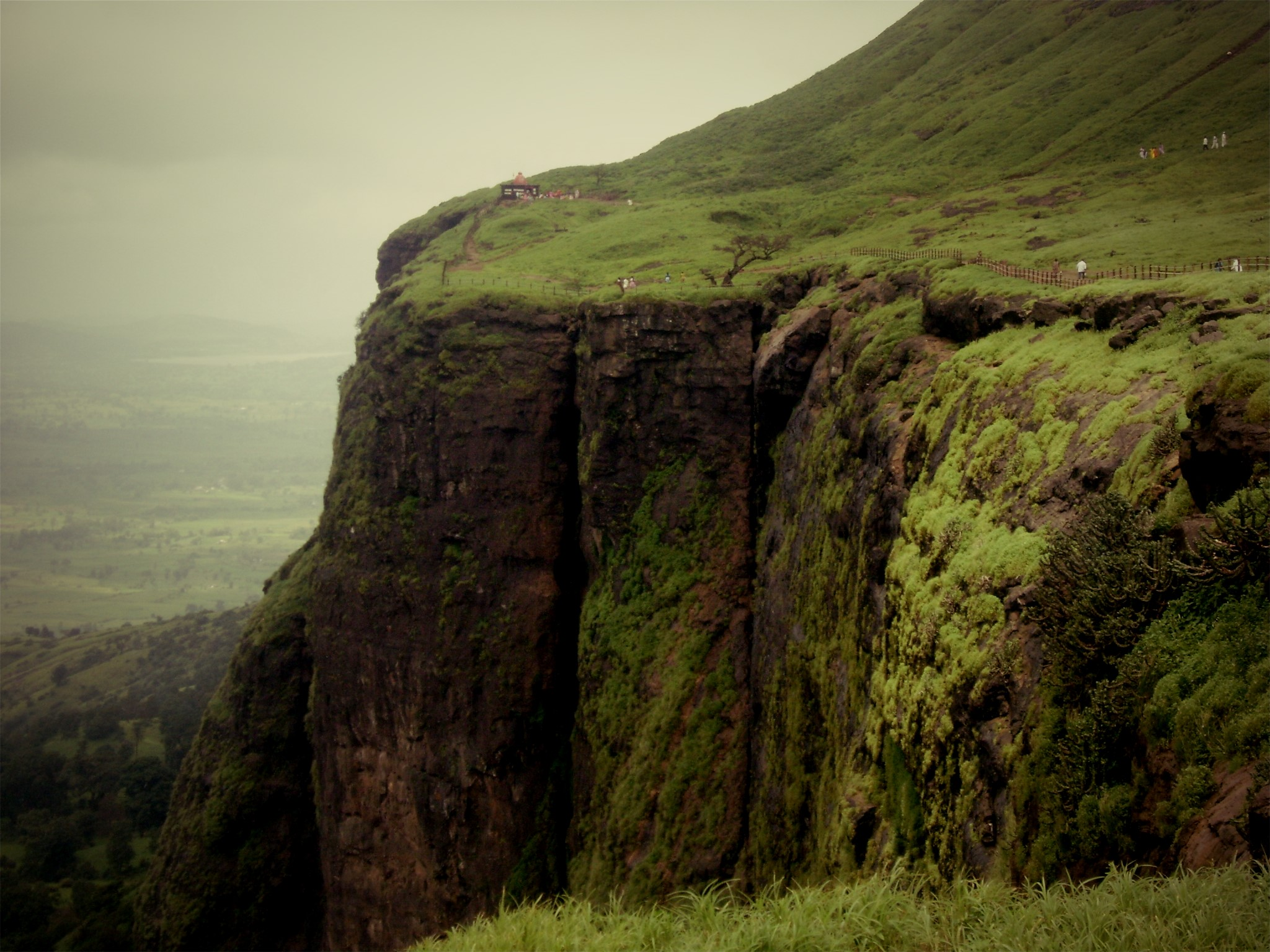
Kliff in den Brahmagiri-Bergen

Kodagu ist bekannt für seine Naturschönheiten, die in großen Teilen noch relativ unberührte Natur und die große Biodiversität an verschiedenen Tier- und Pflanzenarten. Im Distrikt gibt es drei Naturschutzgebiete (Brahmagiri, Talakaveri und Pushpagiri), sowie den Nagarhole-Nationalpark (Rajiv-Gandhi-Nationalpark). Touristische Anziehungspunkte sind verschiedene Wasserfälle (Iruppu-Fälle, Chelavara-Fälle, Abbi-Fälle) und die Aussichtsplattform Raja Seat. Kulturelle Sehenswürdigkeiten sind der Bhagamandala-Tempel, der Igguthappa-Tempel, Tala Kaveri – die Quelle des Kaveri und das Madikeri Fort.